# Maria von Ungarn (1257–1323)

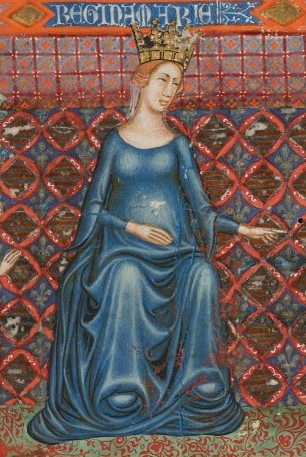
Maria von Ungarn

Maria von Ungarn und Königin von Neapel (ital.: Maria d’Ungheria; * 1257; † 25. März 1323 in Neapel) stammte aus dem Hause der Arpaden und war die dritte Tochter von König Stephan V. von Ungarn und Elisabeth von Cumania.

## Leben
Über das Leben von Maria ist nur wenig bekannt. In der Ungarischen Bildchronik heißt es über sie:
„König Stephan V., der Sohn des ungarischen Königs Bela IV., hatte neben anderen Töchtern auch eine namens Maria. Er verheiratete diese mit Karl dem Lahmen, dem Sohne jenes Karls des Großen, der durch die Gunst der Kirche König von Sizilien war. König Karl der Lahme zeugte mit jener Tochter des Königs Stephan Karl Martell. Und dieser Karl Martell zeugte mit Clementia, der Tochter des Kaisers Rudolf, einen Sohn, den er in seinem Lande zuerst ‚Carobertus‘ nannte. In Ungarn nannte man ihn, indem man den Namen Robert wegließ, nur Karl.“
Maria wurde im Alter von 12 Jahren am 6. August 1270 mit Karl dem Lahmen verheiratet. Die Hochzeit fand in Neapel statt. Es handelte sich um eine rein dynastische Verbindung, die das Bündnis zwischen den Königreichen Ungarn und Sizilien verstärken sollte. Um die familiären Bindungen der beiden Häuser noch deutlicher zu stärken, wurde auch Marias Bruder, Prinz Ladislaus (der spätere Ladislaus IV. von Ungarn), im Alter von acht Jahren mit der erst neunjährigen Isabella d’Anjou, der jüngsten Schwester Karls des Lahmen, verheiratet. Am 12. Dezember 1269 schrieb der Abt von Monte Cassino, Bernhard Ayglerius, der gleichzeitig Gesandter von König Karl I. von Sizilien war, aus Ungarn an seinen Herrn: „Der Ruhm und die Kraft unseres Herrn ist hier bekannt, das brauche ich nicht besonders zu erwähnen. Aber auch das ungarische Königshaus verfügt über eine unglaubliche Macht; man vermag es kaum auszusprechen über wieviele Waffen das Königshaus verfügt. Im Osten und im Norden getraut sich niemand zu rühren, wenn der ruhmreiche Führer“ (der Ungarn) „seine Truppen lenkt. Im Norden und im Osten sind die Fürstentümer entweder mit ihnen verwandt, oder sie wurden von ihnen“ (den Ungarn) „unterworfen.“
Nach dem frühen Tode von Ladislaus IV. erhob Maria von Ungarn am 21. September 1290 Ansprüche auf den ungarischen Thron; die Thronansprüche von Andreas III. erkannte sie nicht an. Am 6. Januar 1292 trat sie von ihren Ansprüchen zu Gunsten ihres ältesten Sohnes Karl Martell zurück. Karl Martell wurde – in seiner Eigenschaft als „Herzog von Salerno“ und „Herr des Engelsberges“ – vom päpstlichen Gesandten, der im Auftrag des Papstes Nikolaus IV. handelte, in Neapel zum Titular-König Ungarns gekrönt. In Italien, Sizilien, Kroatien und Dalmatien wurde er als rechtmäßiger König anerkannt.

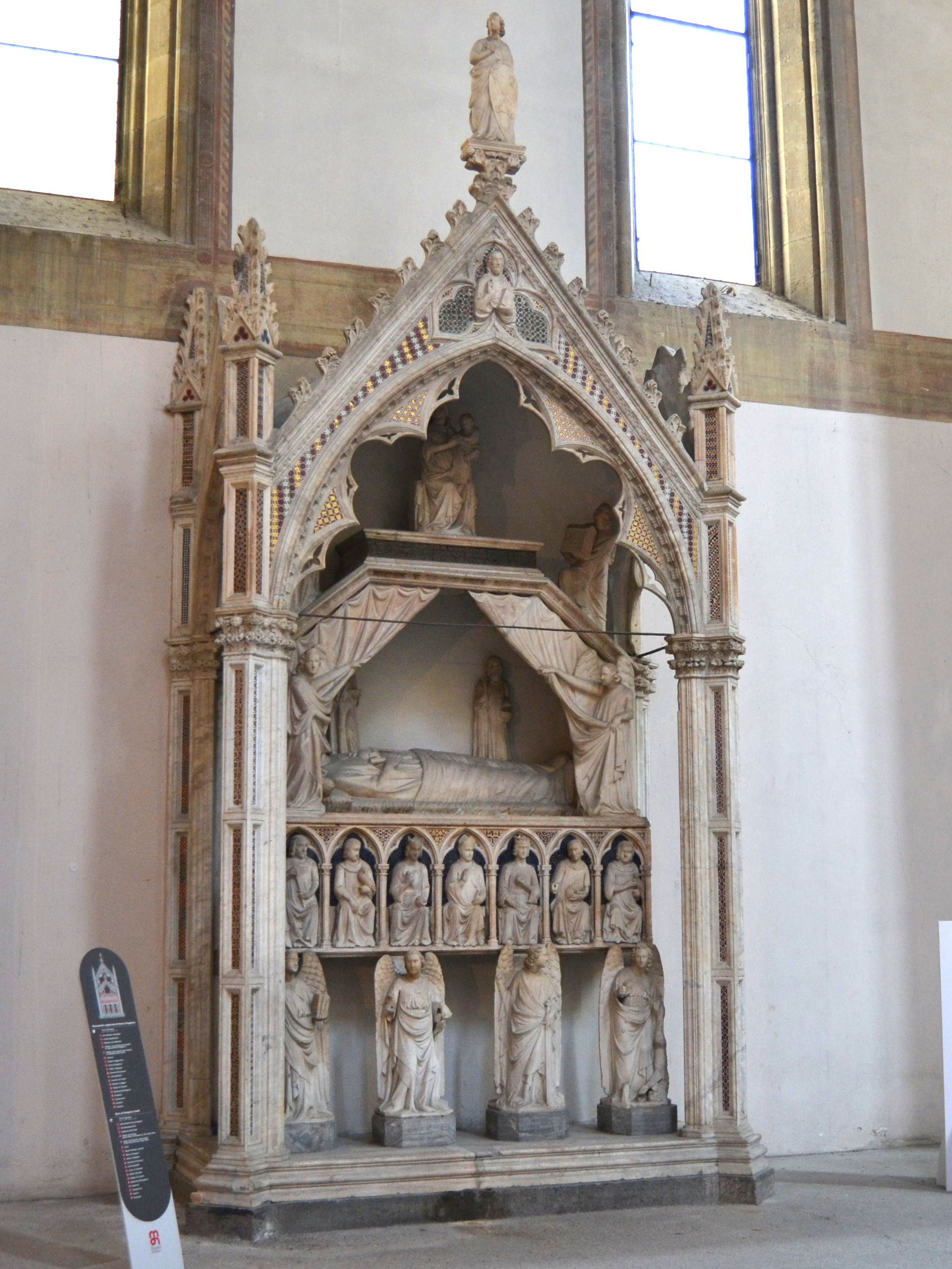
Grabmal der Königin Maria von Ungarn in der Kirche Santa Maria Donna Regina Vecchia zu Neapel

Nach dem Tode ihres Mannes bestieg Marias drittältester Sohn Robert als Nachfolger seines Vaters den Thron. Zu ihrer Schwester Elisabeth unterhielt sie gute familiäre Beziehungen und besuchte sie 1300 – bereits als Witwe – in Neapel. Vermutlich blieb Elisabeth bis an ihr Lebensende in dieser Gegend und ließ sich im Kloster San Pietro nieder. Die verwitwete Maria zog sich auf ihr Altenteil zurück und lebte völlig zurückgezogen in Neapel, wo sie im Alter von 65 Jahren starb. Ihre sterblichen Überreste wurden in der Kirche Santa Maria Donna Regina Vecchia in Neapel bestattet. Ihr Grabmal wurde von den italienischen Bildhauer Tino di Camaino errichtet.
Die Ehe Marias von Ungarn mit Karl dem Lahmen leitete den Erbgang des Hauses Anjou in Ungarn ein, das dort von 1308 bis 1385/86 herrschte.

## Nachfahren
Aus der Verbindung mit Karl dem Lahmen gingen 13 Kinder hervor; nahezu alle erreichten das Erwachsenenalter, was für diese Zeit eine Seltenheit war.
- Karl Martell (* September 1271, † 12. August 1295), Titularkönig von Ungarn
- Margarete (ung. Margit; * 1273, † 31. Dezember 1299) ⚭ Graf Karl I. von Valois
- Ludwig (ung. Lajos; * 9. Februar 1274, † 19. August 1297), Erzbischof von Toulouse, wurde heiliggesprochen
- Robert der Weise (* ~1277; † 20. Januar 1343), folgte dem Vater auf dem Thron als König von Neapel
- Philipp (* 10. November 1278, † 24. Dezember 1331), Fürst von Tarent, Herzog von Durazzo
- Bianca (ung. Blanka * 1280, † 14. Oktober 1310), Königin von Aragon (als Gemahlin von Jakob dem Gerechten) ⚭ Jakob II. von Aragon
- Raimund Berengar VI. (* ~1280, † Oktober 1305), Herzog von Besengar, Graf von Provence, Piemont und Andria
- Johann (* 1283, † 1308) katholischer Priester
- Eleonore (* August 1289, † 9. August 1341) (2. Ehe) ⚭ König Friedrich II. von Sizilien

- Maria (* 1290, † zwischen April 1289 und Januar 1347)
- Peter (* 1291, † 29. August 1315), Graf von Ebolie und Gravina (in der Schlacht bei Montecatini gefallen)
- Johann (* 1294, † 5. April 1335 oder 1336), Herzog von Durazzo
- Beatrix (* 1295, † ~1321), Gräfin von Andria